# وصمة عار إنسان
وصمة عار إنسان (بالإنجليزية: The Human Stain)‏ هو فيلم دراما أمريكي فرنسي ألماني وصدر في سنة 2003. من بطولة أنتوني هوبكنز ونيكول كيدمان وغاري سينيز.

## القصة
تدور الأحداث حول طرد الأستاذ الجامعي كولمان سيلك من منصبه بعد مهاجمته أحد طلاب بألفاظ عنصرية، مما يقلب هذا الحدث حياة كولمان رأسا على عقب، حيث يفقد زوجتة إثر جلطة قلبية فور علمها بالخبر، وتقرر عشيقته فونيا هجره هي الأخرى، مما يجعل كولمان في أزمة حقيقة تجعله رجلا مختلا يعامل كل من حوله بعدوانية وهمجية .

## الميزانية والإيرادات
بلغت تكلفة إنتاج الفيلم حوالي 30 مليون دولار بينما حقق إيرادات تقدر بـ 24863804 دولار.

## وصلات خارجية
- وصمة عار إنسان على موقع IMDb (الإنجليزية)
- وصمة عار إنسان على موقع ميتاكريتيك (الإنجليزية)
- وصمة عار إنسان على موقع روتن توميتوز (الإنجليزية)
- وصمة عار إنسان على موقع نتفليكس (الإنجليزية)
- وصمة عار إنسان على موقع قاعدة بيانات الأفلام العربية
- وصمة عار إنسان على موقع ألو سيني (الفرنسية)
- وصمة عار إنسان على موقع Turner Classic Movies (الإنجليزية)
- وصمة عار إنسان على موقع أول موفي (الإنجليزية)
- وصمة عار إنسان على موقع بوكس أوفيس موجو (الإنجليزية)
- وصمة عار إنسان على موقع فيلمافينيتي (الإسبانية)